# Hormathus cinctellus
Hormathus cinctellus är en skalbaggsart som beskrevs av Charles Joseph Gahan 1890. Hormathus cinctellus ingår i släktet Hormathus och familjen långhorningar.
Artens utbredningsområde är Haiti. Inga underarter finns listade i Catalogue of Life.